# 周宗本
周立本，字立之，號務齋，广东琼山县东洋（今海南省新坡鎮文山村）人，明朝政治人物、同进士出身。

## 生平
正德二年（1507年）丁卯科廣東鄉試第五十五名舉人，九年（1514年）登甲戌科进士，授溧阳县知县、南京工部主事。《广东通志》、《琼州府志》作主事，民国《琼山县志》作南京工部郎中。